# Trunk (informatique)
 (septembre 2020).
Sa qualité peut être largement améliorée en utilisant un vocabulaire plus directement compréhensible.
Pour les articles homonymes, voir Trunk.
En informatique, trunk (ou tronc) est le nom de la branche principale d'un logiciel, un matériel....
Un trunk (en) est aussi un lien physique permettant le transit de plusieurs VLANs par exemple au sein d'un réseau Ethernet.